# نويل براون
نويل براون (بالإنجليزية: Noël Browne)‏ هو سياسي أيرلندي، ولد في 20 ديسمبر 1915 في جمهورية أيرلندا، وتوفي في 21 مايو 1997 في نفس البلد. حزبياً، نشط في Clann na Poblachta ‏ وفيانا فايل.

## مناصب
- انتخب عضو مجلس الشيوخ من أيرلندا عن دائرة Dublin University (constituency) [الإنجليزية]‏ وقد انضم خلال فترته النيابية ‏ (1 يونيو 1973 – 22 يونيو 1977)  للكتلة البرلمانية Socialist Labour Party (Ireland) [الإنجليزية]‏.
- في 1948 Irish general election [الإنجليزية]‏، انتخب نائب دييل عن دائرة جنوب شرق دبلن [الإنجليزية]‏ وقد انضم خلال فترته النيابية ‏ (18 فبراير 1948 – 2 مايو 1951)  للكتلة البرلمانية Clann na Poblachta [الإنجليزية]‏.
- في 1951 Irish general election [الإنجليزية]‏، انتخب نائب دييل عن دائرة جنوب شرق دبلن [الإنجليزية]‏ وقد انضم خلال فترته النيابية ‏ (13 يونيو 1951 – 23 أبريل 1954)  للكتلة البرلمانية مستقل.
- في الانتخابات العمومية الإيرلندية 1957 [الإنجليزية]‏، انتخب نائب دييل عن دائرة جنوب شرق دبلن [الإنجليزية]‏ وقد انضم خلال فترته النيابية ‏ (20 مارس 1957 – 16 مايو 1958)  للكتلة البرلمانية مستقل.
- انتخب نائب دييل عن دائرة جنوب شرق دبلن [الإنجليزية]‏ وقد انضم خلال فترته النيابية ‏ (16 مايو 1958 – 1 سبتمبر 1961)  للكتلة البرلمانية National Progressive Democrats [الإنجليزية]‏.
- في الانتخابات العمومية الإيرلندية 1961 [الإنجليزية]‏، انتخب نائب دييل عن دائرة جنوب شرق دبلن [الإنجليزية]‏ وقد انضم خلال فترته النيابية ‏ (11 أكتوبر 1961 – 27 أكتوبر 1963)  للكتلة البرلمانية National Progressive Democrats [الإنجليزية]‏.
- انتخب نائب دييل عن دائرة جنوب شرق دبلن [الإنجليزية]‏ وقد انضم خلال فترته النيابية ‏ (27 أكتوبر 1963 – 11 مارس 1965)  للكتلة البرلمانية حزب العمال (جمهورية أيرلندا).
- في الانتخابات العمومية الإيرلندية 1969 [الإنجليزية]‏، انتخب نائب دييل عن دائرة جنوب شرق دبلن [الإنجليزية]‏ وقد انضم خلال فترته النيابية ‏ (2 يوليو 1969 – 5 فبراير 1973)  للكتلة البرلمانية حزب العمال (جمهورية أيرلندا).
- في الانتخابات العمومية الإيرلندية 1977 [الإنجليزية]‏، انتخب نائب دييل عن دائرة Dublin Artane (Dáil constituency) [الإنجليزية]‏ وقد انضم خلال فترته النيابية ‏ (5 يوليو 1977 – 21 مايو 1981)  للكتلة البرلمانية مستقل.
- في الانتخابات العمومية الإيرلندية 1981 [الإنجليزية]‏، انتخب نائب دييل عن دائرة Dublin North-Central (Dáil constituency) [الإنجليزية]‏ وقد انضم خلال فترته النيابية ‏ (30 يونيو 1981 – 27 يناير 1982)  للكتلة البرلمانية Socialist Labour Party (Ireland) [الإنجليزية]‏.
- انتخب وزير الصحة [الإنجليزية]‏ (18 فبراير 1948 – 11 أبريل 1951).